# Ōkuninushi
Ōkuninushi är en gestalt i japansk mytologi, son till Kami-Musubi, bror till Suku-Na-Bikona. 
I en berättelse rövar Ōkuninushi bort stormguden Susanoos dotter och lyckas efter stora prövningar gifta sig med henne och bli kung i Izumo. I en annan berättelse botar han en hare från flintskallighet och får sedan hjälp av haren att uppvakta en prinsessa. 
Ōkuninushi hade åttio bröder och dödades många gånger av dem för att ständigt återupplivas av sin moder.